# 中吻鱘
中吻鱘（學名：Acipenser medirostris）為鱘科鱘屬下的一種，分佈在北美阿留申群島及阿拉斯加灣至墨西哥恩森那達，在加拿大列為易危物種。生活在海水淡水以及鹹淡水，約0-80公尺深，溯河產卵。其亞洲族群現已認為是一個分裂的種米氏鱘（Acipenser mikadoi）。

## 形態
特徵為一條沿著腹中線從肛門到臀鰭的單列骨板和背鰭中33至35個鰭條。背鰭位於全長後1/3處，臀鰭位於背鰭下方再後面些。

## 文獻
- Froese, R. & Pauly, D. (eds.) (2014). Acipenser medirostris. FishBase. Version 2014-06.

## 外鏈
- 維基物種上的相關：中吻鱘